# Guy Burgess
Guy Francis de Moncy Burgess (Devonport, 16 de abril de 1911 — Moscou, 30 de agosto de 1963) foi um produtor de rádio e espião britânico, membro da rede Cambridge Five de espionagem, que passava segredos ocidentais para os soviéticos, antes e durante a Guerra Fria. Burgess era o líder de quatro membros da Cambridge Five dentre eles o próprio Burgess e Donald Maclean, Anthony Blunt e Kim Philby.
A Cambridge Five foi uma rede de espionagem que contribuiu para a causa comunista com a transmissão de documentos secretos do Foreign Office e do MI5 que descreviam militar da OTAN e estratégia econômica de Plano Marshall.

## Biografia
Burgess nasceu em Devonport, Devon, Inglaterra, filho de Evelyn Maria (Gillman) e Malcolm Kingsford de Moncy Burgess, um oficial da Marinha. Embora ele tenha participado do Royal Naval College em Dartmouth, ele falhou em seguir os passos de seu pai. Tal como a maioria do Cambridge Five, ele veio de uma família privilegiada. Ele frequentou a Park School e o Eton College e eventualmente participou no Trinity College em Cambridge. Ele se juntou ao clube conservador Pitt Club, mas também foi recrutado para os Apóstolos Cambridge, uma sociedade de debates da elite secreta na Universidade cujos membros na época eram em grande parte marxistas, e incluiu Anthony Blunt Burgess, juntamente com Blunt, Maclean e Philby, foi recrutado pelo Comintern.
Após descer do Cambridge, Burgess inicialmente era assistente pessoal do deputado conservador Captain "Jack" Macnamara. Em seguida, ele trabalhou para a BBC como um assistente de palco, produzindo uma grande variedade de programas. Como a guerra se aproximava, ele foi recrutado para a secção D da MI6 como um especialista em propaganda, em seguida, voltou para a BBC e acabou se tornando o produtor de A Semana em Westminster, o principal programa que abrange a atividade parlamentar em que ele foi capaz de continuar a sua familiaridade com os políticos importantes.
Em Londres, Burgess residiu em Chester Square e depois Bentinck Street, por algum tempo com Anthony Blunt e Teresa Mayor, mais tarde Lady Rothschild. A casa, que pertencia a Lord Rothschild, foi um famoso centro da vida boêmia durante a Blitz. Na primavera de 1944, Burgess foi recrutado para o Departamento de Notícias do Ministério das Relações Exteriores por Alexander Cadogan, Subsecretário Permanente para os Negócios Estrangeiros, cargo que lhe deu acesso às comunicações do Foreign Office.
Quando o Governo Trabalhista de Clement Attlee assumiu o cargo no ano seguinte, Burgess tornou-se assistente de Hector McNeil, Ministra de Estado do Ministério das Relações Exteriores. Como assistente de McNeil, Burgess foi capaz de transmitir documentos ultrassecretos do Foreign Office para a KGB regularmente, segregando-os à noite para ser fotografado por seu controlador e devolvê-los para a mesa de McNeil na parte da manhã.
Burgess mais tarde trabalhou na seção do Ministério das Relações Exteriores do Extremo Oriente e na embaixada de Washington. Durante as negociações do Plano Marshall, Burgess e Maclean forneceu informações para os soviéticos sobre as negociações e as implicações dos acordos. Pouco antes de ir para Washington, ele caiu de uma escadaria de mármore no Royal Automobile Club em Pall Mall durante uma briga com um colega e sofreu múltiplas fraturas de crânio, lesões a partir do qual nunca se recuperou totalmente. Enquanto atribuído à embaixada britânica em Washington, Burgess viveu com Kim Philby em um apartamento de porão, talvez para que Philby poderia manter um olho nele.
Em 1951 Burgess acompanhado de Donald Maclean em sua fuga para Moscou depois Maclean caiu sob suspeita de espionagem, embora o próprio Burgess não estava sob suspeita. A fuga foi arranjado por seu controlador, Yuri Modin. Há algum debate sobre o porquê Burgess foi convidado a acompanhar Maclean, e se ele foi enganado sobre a perspectiva para ele voltar para a Inglaterra.
Ao contrário de Maclean, que se tornou um cidadão soviético respeitado no exílio e viveu até 1983, Burgess não viveu muito tempo na União Soviética. Ele não poderia prosseguir seu estilo de vida homossexual ao qual tinha se acostumado, embora tivesse vivido abertamente com um amante. Ao contrário de Maclean ele nunca se preocupou em aprender russo, mobiliando o seu apartamento de Londres e continuou a encomendar as roupas ao seu alfaiate de Savile Row.
Burgess morreu aos 52 anos, tendo-se tornado cada vez mais dependente do álcool em seus últimos anos. Seus restos mortais foram enterrados no jazigo da família em St John the Evangelist Churchyard, West Meon, Hampshire.